# Casi feliz
Casi feliz es una serie web argentina de comedia estrenada el 1 de mayo de 2020 en Netflix. Está protagonizada por Sebastián Wainraich, mientras el elenco estable está conformado por Natalie Pérez, Hugo Arana, Adriana Aizemberg.
En febrero de 2021 Wainraich confirmó a través de sus redes sociales el rodaje de la segunda temporada, que se estrenó el 13 de abril de 2022.

## Sinopsis
Sebastián es un locutor de radio de discreta fama que intenta orientarse en el mundo al tiempo que se ocupa de su exesposa (de quien sigue enamorado) y sus dos hijos.

## Reparto
- Sebastián Wainraich como Sebastián
- Natalie Pérez como Pilar
- Hugo Arana como Papá de Sebastián
- Adriana Aizemberg como Mamá de Sebastián
- Miguel Podestá como Facundo, hijo de Sebastián
- Sofia Guerschuny como Francisca, hija de Sebastián
- Santiago Korovsky como "Sombrilla"
- Benjamín Amadeo como León
- Juan Minujín como Tomás
- Rafael Ferro como Jesús Rocha
- Carla Peterson como Eva
- Julieta Díaz como Cecilia Ferrari
- Peto Menahem como Gastón
- Pilar Gamboa como Érica Montalvo
- Adrián Suar como Jorge Redondo
- Valentín Oliva (Wos) como Lucas
- Dalia Gutmann como Romina Castro
- Gustavo Garzón como Psicólogo Husillos
- Malena Ratner como Ximena Montalvo
- Inés Efron como Tatiana
- Paula Morales como Gisela
- José Luis Gioia como Tano
- Gabriel Schultz como Gabriel
- Leticia Siciliani como Jazmín
- Emme como Ana
- Mex Urtizberea
- Pablo Fábregas]] como Pablo
- [^Sebastián Presta como Presta
- Martín Pugliese
- Ailín Zaninovich
- Julieta Pink como Conductora
- Malena Guinzburg
- Alfredo Castellani como Cocinero
- Lucía Maciel como Moza
- Juan Alari como Seguridad

## Segunda temporada
- Costi como Trinity
- Daniel Hendler como Ministro del Interior
- María Abadi como Tamara Feldman
- Patricia Viggiano como Madre de Pilar
- Alan Sabbagh como Amigo
- Diego Gentile como El Ruso
- Carla Pandolfi como Celeste
- Marina Bellati como Bárbara
- Jorge Noya como Padre Sombrilla
- Nilda Raggi como Madre Sombrilla
- Roberto Moldavsky como Rabino
- Carlos Portaluppi como Dr. Oscar Solabarrieta.